# Christopher Bartle
Christopher Bartle –conocido como Chris Bartle– (Harrogate, 19 de febrero de 1952) es un jinete británico que compitió en la modalidad de concurso completo.
Ganó una medalla de oro en el Campeonato Europeo de Concurso Completo de 1997, en la prueba por equipos. Participó en los Juegos Olímpicos de Los Ángeles 1984, ocupando el sexto lugar en la prueba individual.

## Palmarés internacional
| Campeonato Europeo | Campeonato Europeo     | Campeonato Europeo | Campeonato Europeo |
| Año                | Lugar                  | Medalla            | Categoría          |
| ------------------ | ---------------------- | ------------------ | ------------------ |
| 1997               | Burghley (Reino Unido) | Medalla de oro     | Por equipos        |